# Fabuleux Trinita
Pour plus de détails, voir Fiche technique et Distribution.
Fabuleux Trinita (italien : Alla larga amigos, oggi ho il grilletto facile ou espagnol : Los fabulosos de Trinidad) est un western spaghetti hispano-italien sorti en 1972, réalisé par Ignacio Iquino, sous le pseudonyme de Steve MacCohy.

## Synopsis
Les trois frères Trinita tentent leur chance dans le nouveau monde, sous le nom de Pinza, Panza et Ponza. Ils font à peu près tout ce qui peut rapporter de l'argent à proximité de la frontière entre le Mexique et les États-Unis.
Dans une ville de l'Ouest, la jolie Nora Vargas, une arnaqueuse, croise Scott, chasseur de primes en route pour le Mexique et l'accompagne. Elle apprend alors l'existence de ses oncles, arrêtés par l'armée mexicaine pour trafic d'armes en faveur de Zapata, et condamnés aux travaux forcés. Nora utilise pleinement ses charmes féminins pour obtenir leur libération.
Apprenant leur « libération », le colonel mexicain se lance à leur poursuite. Scott est aussi de la partie, puisqu'une prime a été promise à qui les rattraperait. Nora organise une nouvelle transaction d'armes pour ses oncles, mais se fait rouler. Scott intervient et récupère les armes. Il peut alors s'en aller avec Nora vers le soleil couchant...

## Fiche technique
- Titre français : Fabuleux Trinita
- Titre original italien : Alla larga amigos, oggi ho il grilletto facile...
- Titre original espagnol : Los fabulosos de Trinidad
- Pays de production :  Espagne,  Italie
- Année de sortie : 1972
- Durée : 96 minutes
- Format d'image : 1.85:1
- Genre : western spaghetti
- Réalisation : Ignacio Iquino (sous le pseudo de Steve MacCohy)
- Scénario : Ignacio F. Iquino, Juliana San José de la Fuente (sous le pseudo de Jackie Kelly)
- Production : IFI Producción S.A.
- Distribution en Italie : Indipendenti regionali
- Photographie : Antonio L. Ballesteros junior et Antonio L. Ballesteros
- Montage : Emilio Ortiz
- Musique : Enrique Escobar
- Maquillage : Elisa Aspachs
- Date de sortie en salle en France : 9 octobre 1974[1]

## Distribution
- Richard Harrison : Scott
- Fanny Grey : Nora Vargas
- Fernando Sancho : colonel Jiménez
- Cris Huerta : Pinzo Trinita
- Ricardo Palacios (comme Richard Palance) : Panza Trinita
- Tito García (comme Bob Garcy) : Ponza Trinita
- Gustavo Re (comme Rex Gustafson) : Mr. Watts
- César Ojinaga (sous le pseudo de Mike Morton) : Black Jack
- Irene D'Astrea
- Juan Fernandez : secrétaire de Jimenez